# Авато (Грчка)
Авато (грч. Άβατο, тур. Beyköy) је насељено место у у североисточном делу Грчке, кој које се налази на 15 метара надморске висине, 300 км северно од главног града Атине. Ово насеље са 1.357 становника административно припада општини Топеирос, регионалној јединици (бившем округу) Ксанти и регији Источна Македонија и Тракија.

## Називи
Авато — Бекоу или Беј-Риби — Беи Киризис — Беи Кирзаси — Беи — Меккии-цхиф.

## Положај
Авато, раније познат и под именом Беи Киои налази се у регионалној јединици Ксанти у Грчкој, на 3 километра југоисточно од Евала и 24,7 км северно сјевероисточно од Ксантија.

## Становништво
Према попису из 1961. године у Авату је живело 1.061 становник, 1971. године 1.057, 1981. године 1048, 1991. године 1.014, 2001. године 1258. Становништо је 2011. године благо опало на 1.078 становника.
Насеље административно непосредно припада општини Топеирос.